# Ailsa-Craig
Ailsa-Craig war eine britische Automobilmarke, die 1901–1910 beim Motorenhersteller und Engineering-Unternehmen Putney Motor Co. in Putney, London Borough of Wandsworth, London gefertigt wurde. Die Wagen wurden auch als Craig-Dorwald angeboten.
Diese Wagen waren hauptsächlich Einzelanfertigungen auf Kundenwunsch. Einige Modelle wurden aber um 1906 wenigstens in Kleinserien hergestellt. Sie waren mit Zwei- oder Vierzylindermotoren ausgestattet, deren Hubräume zwischen 0,7 l und 6,0 l lagen.
Ailsa Craig ist ursprünglich der Name einer schottischen Insel.
Zwei Ingenieure der Putney Motor Co, der Deutsch-Brite Gottfried Ludwig Dörwald (um 1873–?) und Alistair Edward Stuart Craig, konstruierten 1904 den ersten V12-Motor, ein Benziner für Motorboote.

## Modelle
| Modell | Bauzeitraum | Zylinder | Hubraum  | Radstand |
| ------ | ----------- | -------- | -------- | -------- |
| 6 hp   | 1906        | 2 Reihe  | 707 cm³  | 1753 mm  |
| 10 hp  | 1906        | 2 Reihe  | 1399 cm³ | 2159 mm  |
| 20 hp  | 1906        | 4 Reihe  | 2799 cm³ | 2819 mm  |
| 30 hp  | 1906        | 4 Reihe  | 6028 cm³ | 2819 mm  |